# واد الساقية (سيدي أحمد العروسي)
واد الساقية هي إحدى مشيخات المملكة المغربية، تتبع جغرافيا لإقليم السمارة وإداريًا لسيدي أحمد العروسي. يقدر عدد سكانها بـ 2388 نسمة حسب الإحصاء الرسمي للسكان والسكنى لسنة 2004.